# Mesochorus horstmanni
Mesochorus horstmanni är en stekelart som beskrevs av Schwenke 1999. Mesochorus horstmanni ingår i släktet Mesochorus och familjen brokparasitsteklar. Inga underarter finns listade i Catalogue of Life.